# 安徽文达信息工程学院
安徽文达信息工程学院，前身是安徽文达信息技术职业学院，是一所由安徽文达集团举办的全日制民办普通本科高校。

## 地址
安徽省合肥市紫蓬山风景区

## 规模
全日制在校生12020人，其中统招生9160人，继教生2860人。
教职工603人，其中专任教师458人，教授35人，副教授118人，博士、硕士研究生学历的152人。有5人享受国务院和省政府特殊津贴，9人担任重点高校硕士研究生导师。

## 院系设置
- 计算机工程系
- 电子信息工程系
- 机电工程系
- 汽车工程系
- 经济与管理系
- 艺术系
- 外语系
- 表演系
- 建筑与土木工程系
- 继续教育学院
- 思想政治课教学部
- 数理教学部
- 体育教学部

另外设有
- 计算机应用研究所
- 机电研究所
- 淮军研究所
- 工程实训中心
- 省职业技能鉴定所